# House House
House House est un développeur de jeux vidéo indépendant basé à Melbourne, en Australie,. Il est notamment célèbre pour avoir créé les jeux vidéo Push Me Pull You (2016) et Untitled Goose Game (2019). Le studio indépendant comprend quatre personnes : Nico Disseldorp, Jake Strasser, Stuart Gillespie-Cook et Michael McMaster.

## Histoire
Leur premier jeu vidéo, Push Me Pull You, sort sur PlayStation 4 le 3 mai 2016 et sur les systèmes informatiques le 12 juillet 2016. En 2017, une bande-annonce de gameplay pour Untitled Goose Game devient virale, ce qui conduit la société à signer un contrat d'édition avec Panic Inc. Le jeu sort ensuite le 20 septembre 2019 sur les plateformes Nintendo Switch, Microsoft Windows et macOS, avec des adaptations pour PlayStation 4 et Xbox One sorties le 17 décembre 2019,,. Untitled Goose Game est un succès commercial et critique, étant notamment à sa sortie en tête de téléchargement pour la Nintendo Switch en Australie, au Royaume-Uni et aux États-Unis,.
En janvier 2020, House House confirme que le studio versera 1 % de tous les bénéfices au mouvement aborigène Pay the Rent, en reconnaissance du fait qu'ils fabriquent leurs jeux vidéo sur « la terre volée de Wurundjeri ».

## Jeux vidéo
- Push Me Pull You (2016)
- Untitled Goose Game (2019)